# Chlorogomphus hiten
Chlorogomphus hiten – gatunek ważki z rodziny Chlorogomphidae. Występuje w Laosie.